# الماين (ولاية برج بوعريريج)
الماين بلدية بدائرة الجعافرة ولاية برج بوعريريج.